# Чёрно-белое кино
Чёрно-белое кино — исторически первый и технологически самый простой вид кинематографа, в котором отсутствует передача реальных цветов, изображение создаётся только с помощью градаций яркости. До появления в первой половине XX века практически приемлемых технологий цветной киносъёмки кино было почти исключительно чёрно-белым. В дальнейшем техника чёрно-белого кино использовалась ради удешевления производства (например, в кинохронике), а также в качестве художественного приёма.

## Чередование чёрно-белых и цветных фрагментов
Некоторые фильмы специально сняты частью в цвете, а частью чёрно-белыми. Например, в фильме «Иван Васильевич меняет профессию» сон Шурика показан цветным, а реальность — чёрно-белой. В киноэпопее «Освобождение» события фильма, происходящие на советско-германском фронте, показаны в цветном, а события в Москве, за границей и так далее — в чёрно-белом изображении. Чёрно-белыми в художественной кинематографической практике часто делают эпизоды из прошлого по сюжету фильма. Иногда к этому добавляется тонировка в коричневых тонах (сепия) и характерные дефекты изношенной киноплёнки — вертикальные полосы, пылинки на изображении и т. п.

## Влияние на мировую культуру
Такие начальные жанры кинематографа, как чёрно-белое и немое кино оказали большое влияние на массовую культуру.

## Известные мастера
- Чарли Чаплин
- Сергей Эйзенштейн
- Орсон Уэллс
- Ингмар Бергман
- Федерико Феллини